# てぃ先生
てぃ先生（てぃせんせい、1987年2月8日 - ）は、日本の保育士、Twitterユーザー。「てぃ先生」はTwitterでの登録名であり、本名はくらつ たかひろ（漢字表記非公表）。男性、千葉県松戸市出身。アミューズ所属。

## 概要
2012年（平成24年）9月より、保育園の園児たちの日常の言動をTwitterで発信し始めたところ、子供らしい素直な言葉が「かわいい」「癒される」「大人では思いつかない発想」「ときには大人も考えさせられてしまう」「勉強になる」と話題を呼ぶ。
2014年（平成26年）には、このツイートの中から特に印象深い8人の園児の言動をまとめた書籍『ほぉ…、ここがちきゅうのほいくえんか。』を発行。特徴的な題名は、その内の1人の園児が風邪で1週間保育園を休んだ後に久しぶりに登園し、照れ隠しに言った言葉である。書籍化にあたってはTwitterでは表現しきれなかった言動の前後のエピソードが載せられている。発売から10日で計3万部の重版が決定する。
このツイートを原作として漫画化、およびアニメ化がなされている。なお、2020年（令和2年）春頃に実写映画の製作も予定されていたが、新型コロナウイルスの感染拡大に伴う、緊急事態宣言発出により、撮影が困難になったとして、中止となった。
2022年（令和4年）9月1日、芸能事務所・アミューズとマネジメント契約を行った。

## 著作
- 『ほぉ…、ここがちきゅうのほいくえんか。』（2014年9月、ベストセラーズ、ISBN 978-4-584-13583-9）
- 『せんせい！きいて！園児がくれた魔法のことば』（2015年3月、リクルートホールディングス、ISBN 978-4-86207-534-5）
- 『ハンバーガグー！』（2015年9月、ベストセラーズ、ISBN 978-4-584-13720-8）
- 『保育士てぃ先生のつぶやき日誌 きょう、ほいくえんでね…!!』（2019年4月18日、マガジンハウス、ISBN 9784838730452）
- 『子どもに伝わるスゴ技大全 カリスマ保育士てぃ先生の子育てで困ったら、これやってみ!』（イラスト:後藤グミ、2020年11月、ダイヤモンド社、ISBN 978-4478111499）
- 『子どもが伸びるスゴ技大全 カリスマ保育士てぃ先生の子育て〇×図鑑』(イラスト：伊藤グミ、2021年11月16日、ダイヤモンド社、ISBN 978-4-478-11324-0)

## 漫画
ツイートを原作とした漫画が、『てぃ先生』のタイトルで『コミックフラッパー』（メディアファクトリー）にて、2014年12月号（2014年11月5日発売）から2018年4月号（2018年3月5日発売）まで連載。作画はゆくえ高那。

### 書誌情報
- ゆくえ高那 『てぃ先生』 KADOKAWA メディアファクトリー刊〈MFコミックス フラッパーシリーズ〉、全7巻
  1. 2015年4月23日発売、ISBN 978-4-04-067298-4
  2. 2015年10月23日発売、ISBN 978-4-04-067830-6
  3. 2016年3月23日発売、ISBN 978-4-04-068228-0
  4. 2016年9月23日発売、ISBN 978-4-04-068540-3
  5. 2017年3月23日発売、ISBN 978-4-04-069111-4
  6. 2017年9月23日発売、ISBN 978-4-04-069446-7
  7. 2018年3月23日発売、ISBN 978-4-04-069771-0

## Webアニメ
2017年にアニメ化が発表され、同年6月よりProduction I.Gのスマートフォンアプリ「タテアニメ」にて配信。全10話。漫画版のアニメ化となる。
てぃ先生役の声優は島﨑信長が担当。

### スタッフ
- 原作 - てぃ先生、ゆくえ高那『てぃ先生』（MFコミックスフラッパーシリーズ）
- ディレクター - 山野井章夫
- 作画 - 神田智隆、朝倉ブルー、TENKY、PRHYTHM VISION
- プロデューサー - 大塚裕司
- アソシエイトプロデューサー - 伊藤眞
- 制作プロデューサー - 大久保圭
- アニメーション制作・背景 - PRHYTHM VISION
- 制作協力 - KADOKAWA
- 製作 - タテアニメ

### 主題歌
オープニング「Don't cry」
作詞・作曲・歌 - 中塚詩音

### 各話リスト
| 話数                      | サブタイトル     | サブタイトル     | サブタイトル       | サブタイトル       | 配信日        |
| ------------------------- | ---------------- | ---------------- | ------------------ | ------------------ | ------------- |
| 1                         | てぃ先生         | がんばれ         | だいすき           | ぱんぱん           | 2017年 6月5日 |
| 2                         | とんとん         | おてがみ         | すきなもの         | しょうが           | 6月6日        |
| 3                         | ヒーローその1    | ヒーローその2    | ピザ               | おなまえ           | 6月7日        |
| 4                         | すきもきらいも   | なにもの         | おみかん           | すわれる           | 6月8日        |
| 5                         | おはな           | なでなで         | すなおになれる場所 | すなおになれる場所 | 6月9日        |
| 6                         | こいばな         | やさしいきもち   | すみたいおうち     | おとこごころ       | 6月12日       |
| 7                         | ぼうそう         | あのころ         | これ               | よこにして         | 6月13日       |
| 8                         | おとなりさん     | おこる？         | お昼寝タイム       | サンタさんへ       | 6月14日       |
| 9                         | やくそく         | あそんで！       | すき               | ちがう             | 6月15日       |
| 10                        | 気付かされたこと | しあわせのこころ | よじよじ           | 新しい春           | 6月16日       |
| 第2期（未配信エピソード） |                  |                  |                    |                    |               |
| 11                        | 天敵             | あたため         | りさいくる         | -                  | 9月7日        |
| 12                        | しってる         | 愛っていうのはね | ねぎらい           | -                  | 9月14日       |
| 13                        | どこから         | そうがんきょう   | 立候補             | -                  | 9月21日       |
| 14                        | ホットテック     | めをとじて       | たねをまく         | -                  | 9月28日       |

## 出演番組

### テレビ
現在
- す・またん!（読売テレビ） - 不定期出演
- ハロー!ちびっこモンスター（NHK Eテレ） - レギュラー
- newsおかえり（朝日放送テレビ） - 月曜日パネラー
- キャッチ!（中京テレビ）₋ 金曜日コメンテーター

過去
- DayDay.（日本テレビ） - 隔週金曜日コメンテーター